# Mecistocephalus pulcher
Mecistocephalus pulcher är en mångfotingart som beskrevs av Kishida 1928. Mecistocephalus pulcher ingår i släktet Mecistocephalus och familjen storhuvudjordkrypare. Inga underarter finns listade i Catalogue of Life.